# Avramova sedlovina
Avramova sedlovina (bulgariska: Аврамова седловина) är ett sadelpass i Bulgarien.   Det ligger i regionen Pazardzjik, i den sydvästra delen av landet, 80 kilometer sydost om huvudstaden Sofia. Avramova sedlovina ligger 1 595 meter över havet.
Terrängen runt Avramova sedlovina är lite bergig. Närmaste större samhälle är Velingrad, 16,4 kilometer öster om Avramova sedlovina. 
I omgivningarna runt Avramova sedlovina växer i huvudsak blandskog. Runt Avramova sedlovina är det ganska tätbefolkat, med 52 invånare per kvadratkilometer.